# 1er novembre 1954
Le lundi 1er novembre est le 305e jour de l'année 1954 du calendrier grégorien.

## Événements
- Toussaint rouge : le Front de libération nationale (FLN) commet une série d'attentats meurtriers en Algérie française qui inaugure le processus de décolonisation de l’Algérie. Cette journée est rétrospectivement considérée comme le début de la guerre d'Algérie.
- La Déclaration du 1er novembre 1954 est le premier appel adressé par le FLN au peuple algérien expliquant son programme politique visant à la décolonisation.
- La souveraineté sur les quatre établissements de l'Inde française (Karikal, Mahé, Pondichéry et Yanaon) est transférée de facto à l'Inde.

## Naissances
- Klaus Ernst, homme politique allemand.
- Jean-François Lécureux, scénariste de bande dessinée français.
- Maribel Martín, actrice espagnol.
- Grzegorz Nowak, rameur polonais.
- Denis Serre, mathématicien français.
- Jasmin Stavros, chanteur croate.
- Patrick Zagar, footballeur français.

## Décès
- André Breton, homme politique français.
- Jean Périer, acteur et chanteur français.